# Hittin' The Road
Hittin' The Road – debiutancki album grupy White Highway wydany 15 grudnia 2018 roku nakładem wytwórni Lynx Music. 
Premierowymi kompozycjami na płycie są I Wanna Rock Your Love, Free Fallin, Monkey – Spirit, Show That Feelin oraz utwór tytułowy.
City Lights uprzednio znalazł się na wydanej rok wcześniej identycznie zatytułowanej epce, zaś Lighthouse w pierwotnej wersji został wydany na singlu w 2016 roku. Jako singiel został wydany również Mr. Freaky, premiera jego pierwszej wersji miała miejsce w 2014 roku.
Utwór Here I Am w oryginalnej postaci ukazał się na pierwszym demo grupy z 2013 roku, zaś You Get Stuck On Me pod nieco zmienionym tytułem You Get Stuck In Me podobnie jak Mr. Freaky wraz z towarzyszącym mu teledyskiem miał swoją prapremierę w 2014 roku. W nagraniu wersji albumowych obu tych utworów wziął udział gitarzysta oryginalnego składu zespołu, Piotr "Dudi" Dudkowski.

## Lista utworów
| Nr  | Tytuł                  | Muzyka                        | Tekst            | Długość |
| --- | ---------------------- | ----------------------------- | ---------------- | ------- |
| 1.  | I Wanna Rock Your Love | Michał Dybus, Mirek Skorupski | Kasia Bieńkowska | 5:05    |
| 2.  | You Get Stuck On Me    | Piotr Dudkowski               | Bieńkowska       | 5:30    |
| 3.  | Mr. Freaky             | Bieńkowska, Paweł Gromadzki   | Bieńkowska       | 4:40    |
| 4.  | Hittin' The Road       | Dybus                         | Bieńkowska       | 4:50    |
| 5.  | Free Fallin'           | Dybus                         | Bieńkowska       | 4:31    |
| 6.  | City Lights            | Dybus, Gromadzki, Skorupski   | Bieńkowska       | 4:24    |
| 7.  | Monkey – Spirit        | Gromadzki                     | Bieńkowska       | 4:30    |
| 8.  | Show That Feelin'      | Skorupski, Dybus              | Bieńkowska       | 5:33    |
| 9.  | Lighthouse             | Skorupski, Dybus              | Bieńkowska       | 3:43    |
| 10. | Here I Am              | Skorupski, Dudkowski          | Bieńkowska       | 7:15    |

## Twórcy
| - Kasia Bieńkowska – wokal - Paweł Gromadzki – gitara - Mirek Skorupski – instr. klawiszowe, orkiestracje - Michał Dybus – gitara basowa - Tomek Sobieszek – perkusja (wymieniony na płycie, nie brał udziału w nagraniach) | - Grzegorz Bauer – perkusja - Michał Jelonek – skrzypce (utwór 10) - Piotr "Dudi" Dudkowski – gitara (utwory 2 i 10) - Piotr Sikora – organy Hammonda (utwór 7) - Produkcja muzyczna, nagrania: Ryszard Kramarski - Miksowanie, mastering: Robert Wawro - Grafika albumu: GuzikArt - Fotografie: Agata Kurczak |